# Castronuovo di Sant'Andrea
Castronuovo di Sant'Andrea é uma comuna italiana da região da Basilicata, província de Potenza, com cerca de 1.437 habitantes. Estende-se por uma área de 46 km², tendo uma densidade populacional de 31 hab/km². Faz fronteira com Calvera, Chiaromonte, Roccanova, San Chirico Raparo, Teana.

## Demografia
| Variação demográfica do município entre 1861 e 2011                               |
|                                                                                   |
| Fonte: Istituto Nazionale di Statistica (ISTAT) - Elaboração gráfica da Wikipedia |